# Eisernes Haus (Graz)

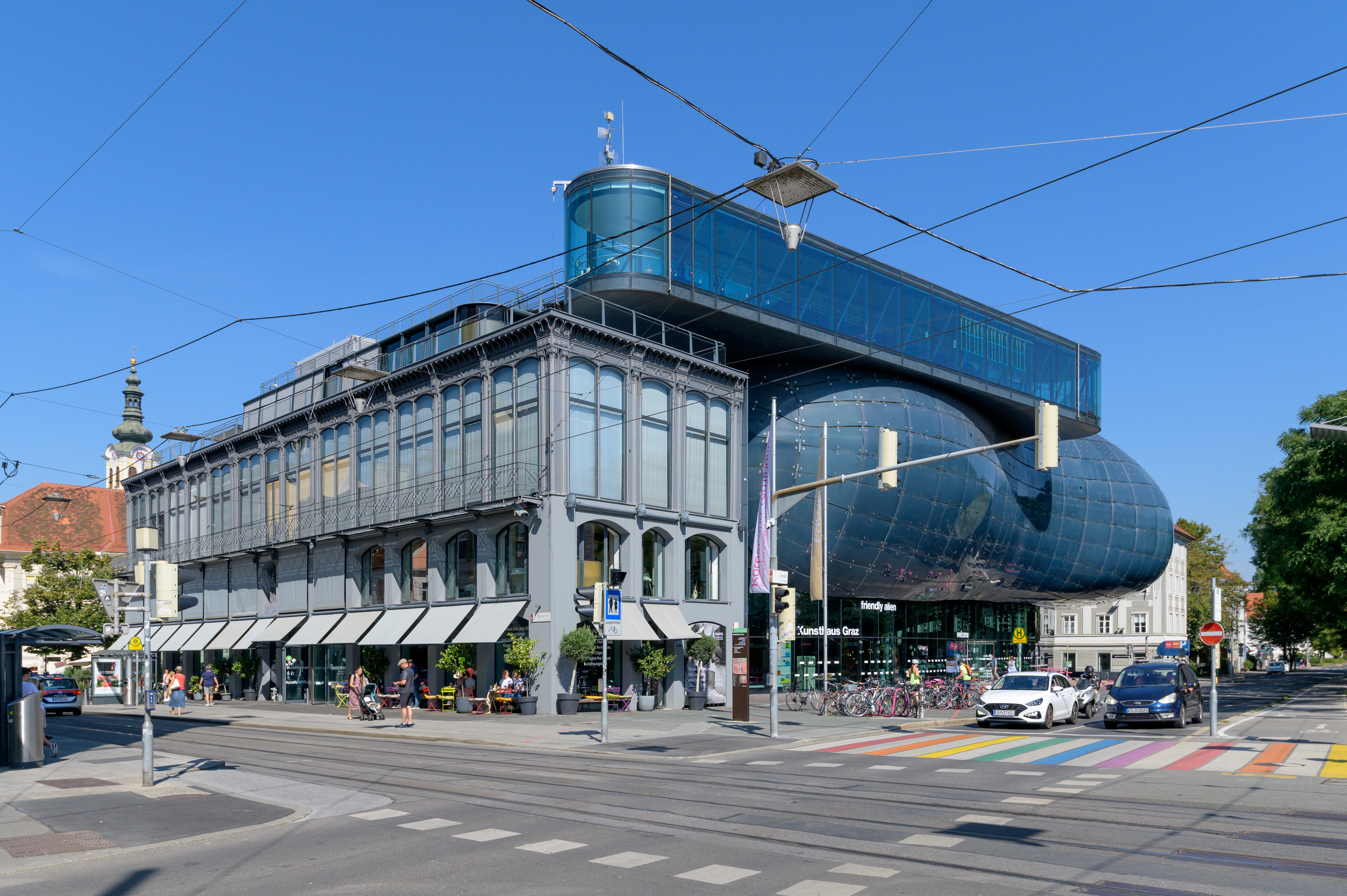
Das Eiserne Haus als Teil des Grazer Kunsthauses

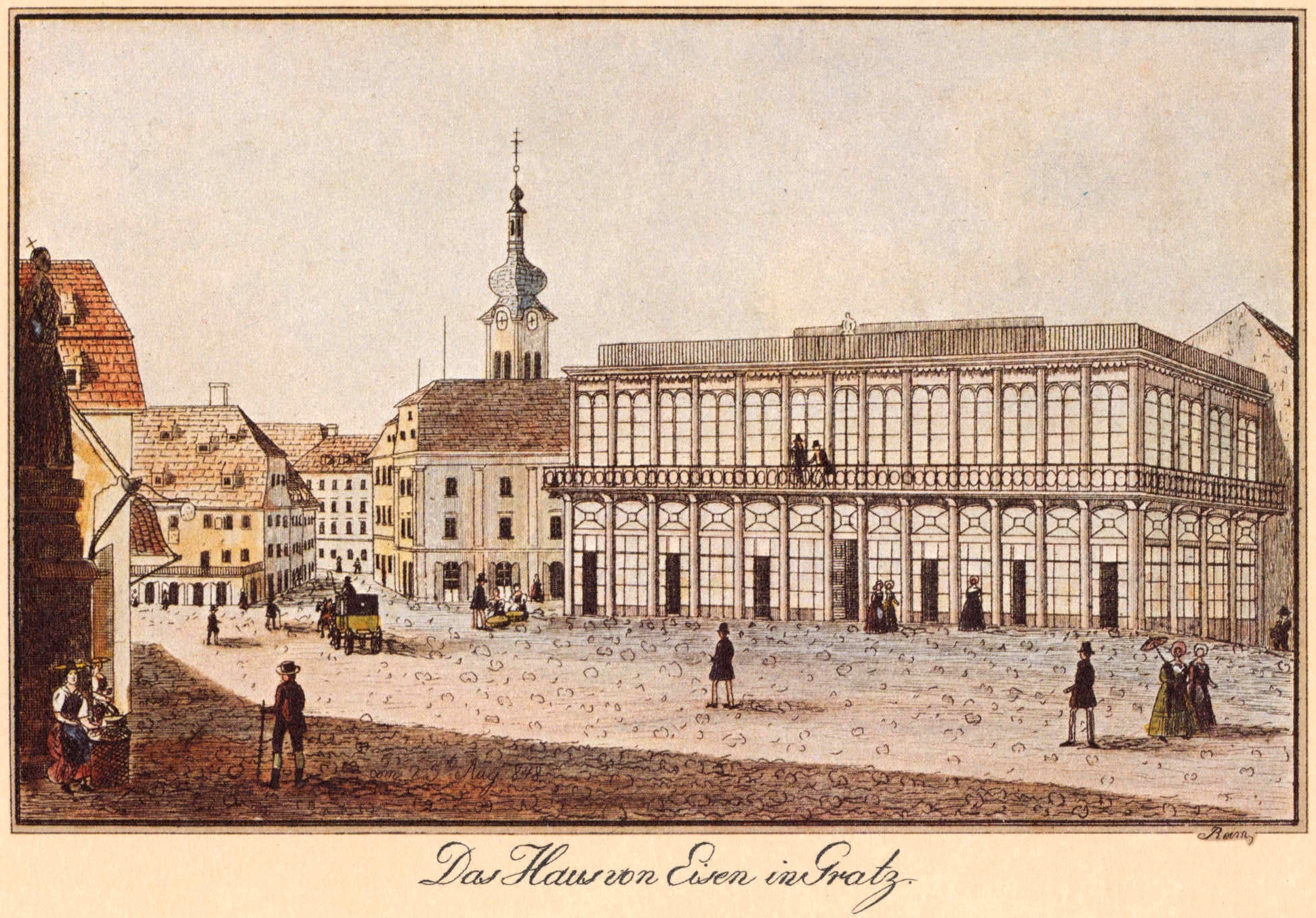
Eisernes Haus oder „Das Haus von Eisen in Gratz“, nach einer kolorierten Zeichnung von Johann Vinzenz Reim. Im Hintergrund ist der Turm der Barmherzigenkirche sichtbar.

Das Eiserne Haus steht am Grazer Südtiroler Platz im vierten Stadtbezirk Lend. Es wurde in der Mitte des 19. Jahrhunderts als Gusseisen-Skelettbau errichtet und ist heute Teil des 2003 errichteten Grazer Kunsthauses. Die Pläne stammten vom Architekten Josef Benedict Withalm. Das Palais Thinnfeld schließt direkt an die Bausubstanz an.

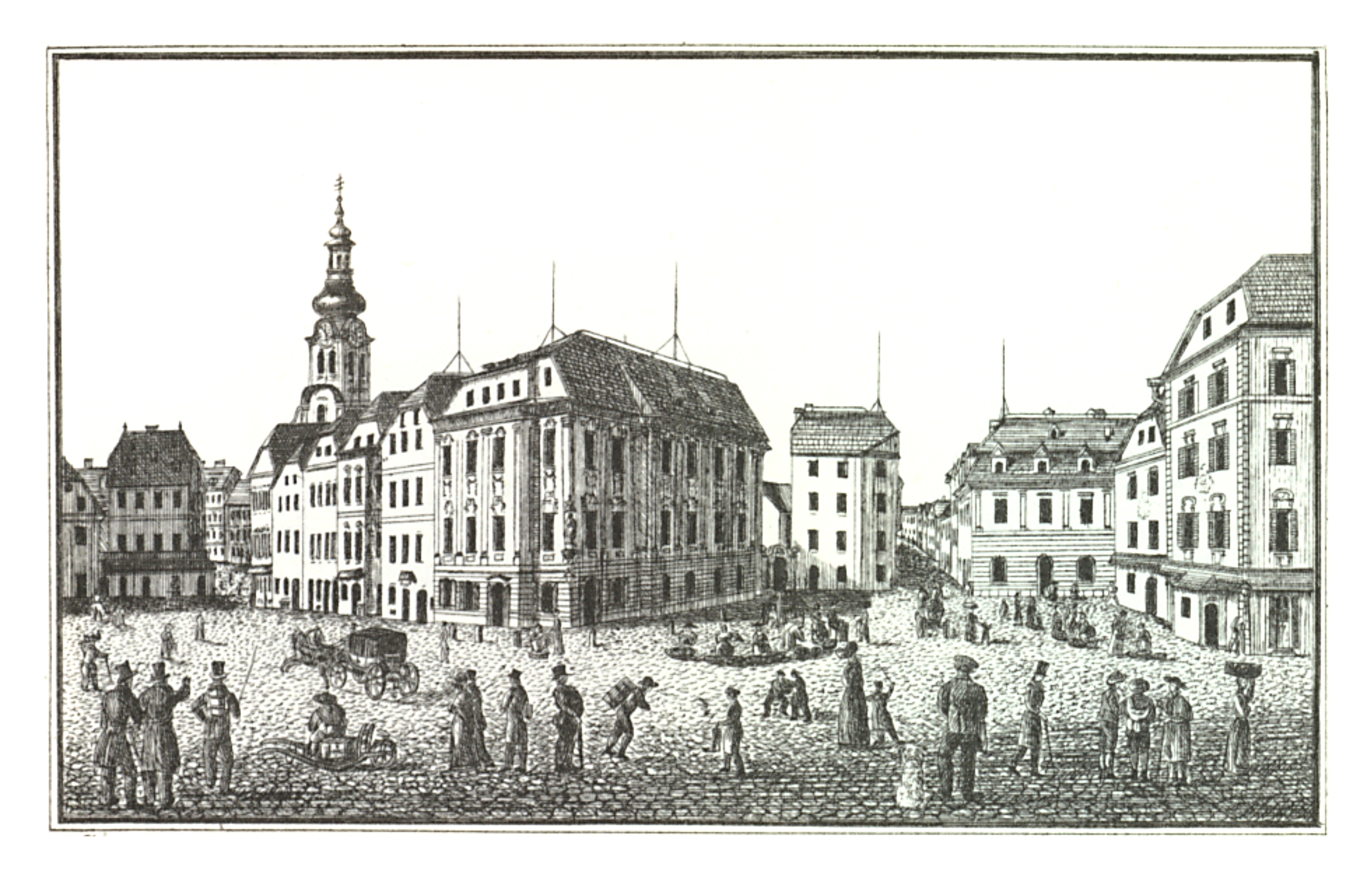
Ansicht des Murvorstadtplatzes vor der Errichtung des Eisernen Hauses, 1830, Lith. Anstalt J.F. Kaiser, Graz

## Geschichte
Die ehemalige Murvorstadt, die ihr Zentrum am Murplatz (heute Südtiroler Platz) hatte, war bis 1845 über eine Holzbrücke mit der Grazer Altstadt verbunden. Nach einem Hochwasser im Jahr 1827, das die erste und überdachte Brücke zerstörte, wurde schließlich 1845 eine sogenannte Kettenbrücke zwischen Murplatz und Murgasse errichtet. Die Abbrucharbeiten von Häusern, die für die Errichtung der neuen Brücke notwendig waren, schlugen eine Lücke in den Murplatz.
Johann Benedict Withalm, ein gesellschaftlich umtriebiger Architekt, erhielt den Auftrag, den Kreuzungspunkt zwischen Kettenbrücke und Kai zu schließen. Er plante die Errichtung eines Kaffeehauses, das anstelle von fünf Bürgerhäusern im Gusseisenskelettbau errichtet werden sollte. Nach einigen Änderungen, die praktische Ausführung des Projekts betreffend, wurde das Haus mit Ziegelmauerwerk im Untergeschoß und mit Gusseisenskelett auf der Café-Etage errichtet und direkt an das Palais Thinnfeld angebaut. Die Bauzeit des sogenannten „Eisernen Hauses“ betrug knapp zwei Jahre. 1847 begonnen, konnte es im Folgejahr vollendet werden.
Als erstes zog das sehr populäre „Café Meran“ in die Räumlichkeiten ein. Zwischen 1870 und 1900 ist als Besitzer ein Herr Hüttenbrenner bekannt, der jedoch nur kleine Veränderungen vornehmen ließ. 1906 begann ein einschneidender Umbau des Eisernen Hauses, dem das „Café Meran“ zum Opfer fiel, welches geschlossen werden musste. Erwähnenswert ist die Errichtung einer Steintreppe als Haupttreppe. Das Gasthaus „Zum Kärntner Keller“ im Erdgeschoß war davon nicht betroffen und konnte seinen Betrieb aufrechterhalten. 1910 wurde ein Verbindungsgang innerhalb der Geschäftslokale zwischen dem Gebäude und dem anschließenden Palais Thinnfeld genehmigt. Die Besitzer des im Eisernen Haus ansässigen Warenhauses „Brüder Lechner“ (Nachfahren des Komponisten Valentin Lechner) planten, das Palais abzubrechen, was jedoch verhindert werden konnte.
In den folgenden Jahren veränderten starke bauliche Maßnahmen den ursprünglichen Charakter des Hauses grundlegend. Im Erdgeschoß wurden nach dem Entfernen aller tragenden Wände Stahlbetonstützen eingezogen. Vom Eisernen Haus blieb im Laufe der Zeit nur noch die Fassade erhalten, bis die Westseite nach den Plänen des Architekten Bruno Fiedler umgestaltet wurde. Die Angleichung des Rests konnte trotzdem verhindert werden. Ursprünglich als filigrane Glas-Eisen-Konstruktion errichtet, verkam das Bauwerk mehr und mehr zu einem gewöhnlichen Gebäude. Seit 2003 ist das Eiserne Haus am Südtiroler Platz Teil des Grazer Kunsthauses und somit ein weithin sichtbarer Akzent in der Grazer Stadtlandschaft.
Im Zuge der Restaurierung der Fassade wurde hinter einer Verkleidung über dem Eingang die verschollen geglaubte Eisengussfigur der Polyhymnia entdeckt.
Das Eiserne Haus ist denkmalgeschützt (Listeneintrag),